# Uomini sull'orlo di una crisi di nervi
Uomini sull'orlo di una crisi di nervi è uno spettacolo teatrale scritto da Alessandro Capone e Rosario Galli, portato in scena a partire dal 1993. Gli interpreti della prima versione furono Pino Ammendola, Vincenzo Crocitti, Gianni Garofalo, Nicola Pistoia e Claudia Koll.
Dalla piéce è stato tratto un film, diretto dallo stesso Capone con gli interpreti teatrali.

## Trama
Quattro amici, Gianni, Vincenzo, Pino e Nicola, si riuniscono ogni lunedì sera per giocare a poker. Tutti sposati, ciascuno dei quattro ha una storia sentimentale differente: Vincenzo vive un lungo matrimonio e ha due figli, Gianni è sposato da soli sei mesi, Pino è separato e ha un figlio mentre Nicola è sposato da due anni, dopo essere passato attraverso diverse convivenze.
Durante una di queste serate, a Pino viene l'idea di telefonare a una ragazza squillo che porti un po' di scompiglio alla serata dei quattro amici. Lascia così un messaggio nella segreteria telefonica di una certa Yvonne. Quando la ragazza si presenta, Pino apprende che a rispondere al suo messaggio non è stata Yvonne, bensì una sua amica, decisa a fare ingelosire il fidanzato impegnato in un addio al celibato.
In breve Gianni prende in mano la situazione e scappa con la ragazza.